# Карін Келлер-Зуттер
Карін Келлер-Зуттер (нар. 22 грудня 1963, Уцвіль, Швейцарія) — швейцарський політик, член партії «Вільна демократична партія. Ліберали», член Федеральної ради Швейцарії, що є вищим органом виконавчої влади у Швейцарії, голова Федерального департаменту фінансів Швейцарії, президент Швейцарії з 1 січня 2025 року.

## Біографія
Карін Келлер-Зуттер народилась і провела дитинство у місті Віль[уточнити], після чого переїхала у Невшатель. Вона навчалася за спеціальністю «Синхронний переклад» у Цюрихській школі перекладачів, яка зараз є Школою прикладної лінгвістики Цюрихського університету прикладних наук. Після цього вона працювала в приватному секторі, паралельно вивчаючи політичні науки в Лондоні та Монреалі. Вона також отримала ступінь магістра із педагогіки в Університеті Фрібура і деякий час працювала професором в професійній школі.
Карін Келлер-Зуттер почала свою політичну кар'єру із посади муніципального радника міста Віль, яку займала з 1992 до 2000 року. Вона була головою муніципальних зборів в 1997 році. З 1996 до 2000 року вона також була депутатом Зборів кантону Санкт-Галлен і з 1997 до 2000 керівником осередку партії «Вільна демократична партія. Ліберали» в Санкт-Галлені. 12 березня 2000 її було обрано до Виконавчої ради кантону Санкт-Галлен, де її було призначено очолювати департамент безпеки та юстиції. На цих посадах вона пробула до 2012 року. Вона також була віце-президентом Асоціації кантональних міністрів юстиції і поліції. Карін Келлер-Зуттер очолювала уряд кантону Санкт-Галлен у 2006—2007 роках. В 2010 році було висунуто її кандидатуру до Федеральної ради Швейцарії на заміну Ганса-Рудольфа Мерца, але її не обрали. 23 жовтня 2011 її було обрано депутатом від Санкт-Галлена у Раді кантонів Швейцарії. В 2018 році її знову висунули до Федеральної ради Швейцарії на заміну Йоганна Шнайдера-Амманна, цього разу успішно. 1 січня 2019 року вона увійшла до складу Федеральної ради Швейцарії, очоливши при цьому Федеральний департамент юстиції та поліції Швейцарії. В 2011 році отримала нагороду «SwissAward» в категорії «політики».
Окрім роботи в уряді, вона також є членом Ради піклувальників Санкт-Галленської фундації міжнародних досліджень, з 2012 року членом ради директорів, а з 2013 директором Асоціації роздрібної торгівлі Швейцарії, членом Правління компанії «Pensimo Fondsleitung AG» і з травня 2013 членом Ради директорів страхової групи «Bâloise».
З 1 січня 2025 року — Президент Швейцарської Конфедерації.

## Особисте життя
Карін Келлер-Зуттер одружена із судово-медичним експертом Мортеном Келлером, з яким живе в місті Віль.